# Уэст, Освальд
Освальд Уэст (англ. Oswald West, 20 мая 1873, Гуэлф, Канада — 22 августа 1960, Портленд, штат Орегон) — американский политик, 14-й губернатор Орегона в 1911—1915 годах. Член Демократической партии.
Орегонский писатель Стюарт Холбрук описал его как «самого блестящего губернатора штата Орегон, который когда-либо был».

## Ранние годы
Уэст родился в канадском городе Гуэлфе, но в возрасте четырех лет вместе с семьей переехал в Сейлем, где он учился в школе и, в конце концов, занялся банковским делом. После нескольких лет работы банкиром в Сейлеме и Астории и шести месяцев поисков золота на Аляске, Уэст получил назначение в качестве земельного агента штата. Он доказал свою полезность на своем посту, вернув почти один миллион акров (4 000 км²) государственной земли, удерживаемой обманным путем.
В 1907 году Уэст оставил свою должность земельного агента и был назначен в Железнодорожную комиссию штата Орегон, где тоже добился большого успеха.

## Губернатор Орегона
В 1910 году он выдвинул свою кандидатуру на пост губернатора от демократов и победил своего оппонента Джея Бауэрмана; вступил в должность в январе 1911 года. На посту губернатора Уэст защищал то, что он называл системой Орегона, которая включала системы инициативы[какой?] и референдума, все еще используемые во многих западных американских штатах сегодня. Благодаря этим[каким?] процессам избирательное право женщин, различные законы о правах рабочих и сухой закон – все это вступило в силу во время губернаторства Уэста.
Уэст установил в Орегоне закон о пляжных шоссе, провозгласив все побережье Тихого океана до линии прилива общественной магистралью, тем самым сохранив пейзажи и доступ к пляжу для будущих поколений.
Уэсту также приписывают создание системы автомобильных дорог штата Орегон, когда в 1913 году Законодательной ассамблеей Орегона была создана Комиссия по автомобильным дорогам, которая взимала налог со всей собственности для финансирования создания системы автомобильных дорог штата. В течение первого года действия налога было собрано 700,000 долларов, деньги, которые были направлены на развитие трех основных автомобильных дорог – прибрежного шоссе (US-101), тихоокеанского шоссе из Портленда через долину Уилламетт и шоссе на реке Колумбия, соединяющего Портленд с Восточным Орегоном.
В 1911 году Уэст выступил на национальном съезде губернаторов в Нью-Джерси на тему тюремного труда[уточнить].

### Защитникпрогибиционизма
Уэст был ярым сторонником запретов. Он настолько твердо верил в эту идею, что однажды в канун Нового 1913 года объявил военное положение[где?], чтобы закрыть заведения по продаже спиртных напитков в городе Копперфилд. Затем, 2 января 1914 года, он направил войска Национальной гвардии под руководством своего личного секретаря Ферн Хоббс, чтобы обеспечить выполнение приказа[какого?] и закрыть салуны. Об этом шаге заговорили заголовки газет по всей стране..

### Сторонник стерилизации и кастрации
Известный своими моральными реформами
, Уэст подтолкнул законодательный орган штата Орегон к принятию в 1913 году своего[чьего?] первого закона о евгенике в ответ на портлендский скандал 1912 года, связанный с арестом геев в Портленде. Уэст призвал к стерилизации и эмаскуляции «дегенератов, которые во всем своем позоре крадутся по каждому городу, заражая молодежь, развращая невинных, проклиная государство», а также других лиц, которые предстанут перед судом штата за аналогичные сексуальные проступки в будущем.

### Уход из политики
После окончания первого срока губернаторства, Уэст решил не баллотироваться на переизбрание в 1914 году. Вместо этого он переехал с семьей в Портленд, где занимался юридической практикой. Он был кандидатом от Демократической партии в сенат США в 1918 году, но проиграл Чарльзу Л. Макнари. После этого он в значительной степени ограничил свое участие в политике энергичными письмами редактору[какому?], но в 1930-х годах был влиятельным советником губернатора Чарльза Х. Мартина. После сердечного приступа в 1945 году Уэст ушел из своей юридической практики.
Уэст умер в Портленде 22 августа 1960 года; похоронен в мавзолее аббатства Маунт-Крест в Сейлеме, штат Орегон.
Парк штата Освальд Вест на побережье Орегона назван в его честь, как и Вест Холл, студенческое общежитие на территории кампуса Университета штата Орегон.

## Репутация и наследие
Мэр Бенда Джордж Палмер Патнэм в интервью The New York Times раскритиковал Уэста вскоре после дела Копперфилда. Патнэм утверждал, что театральные методы губернатора и его чрезмерное внимание к делам местных сообществ умаляют управление и национальный имидж штата в целом.
Губернаторство Уэста все еще ощущается в Орегоне сегодня[когда?] из-за вклада в дело по защите природных ресурсов штата. Именно под его управлением пляжи, граничащие с Тихим океаном, были защищены для общественного пользования; созданы контора государственного лесничего и бюро лесного хозяйства; были созданы Комиссия по рыбной ловле и охоте.